# Stevens Institute of Technology
Stevens Institute of Technology – amerykański prywatny uniwersytet badawczy.
Inicjatorem powstania uczelni był Edwin Augustus Stevens, amerykański wynalazca, syn Johna Stevensa, twórca m.in. eksperymentalnego parowca pancernego USRC Naugatuck (1844). Edwin Stevens zmarł w 1868 roku i w swoim testamencie umieścił zapis dotyczący utworzenia uczelni technicznej. Instytut powstał dwa lata później, w 1870 roku, oferował studia obejmujące zarówno elementy nauk przyrodniczych, jak i humanistycznych, pozwalające uzyskać stopień inżyniera mechanika.
Instytut początkowo był przeznaczony tylko dla mężczyzn, kobiety dopuszczono do studiowania w 1971 roku. W 1982 roku, jako jedna z pierwszych amerykańskich uczelni, wymagał od studentów posiadania i używania na zajęciach komputerów osobistych.
Z uczelnią związanych było dwóch laureatów nagrody Nobla: Irving Langmuir, który był tu wykładowcą chemii, oraz Frederick Reines, który studiował matematykę i fizykę. Wśród absolwentów instytutu byli też m.in. Henry Gantt (twórca diagramu Gantta), Mark Crispin (twórca protokołu IMAP) czy Alfred Fielding, jeden z wynalazców folii bąbelkowej.
W ramach instytutu funkcjonują następujące jednostki:
- College Sztuk i Literatury (College of Arts and Letters)
- Szkoła Inżynierii i Nauk Przyrodniczych (School of Engineering and Science)
- Szkoła Systemów i Przedsiębiorstw (School of Systems and Enterprises)
- Szkoła Zarządzania Technologią (School of Technology Management)